# Panzeria ampelus
Panzeria ampelus là một loài ruồi trong họ Tachinidae.